# Схлити (Харагаульский муниципалитет)
Схлити (груз. სხლითი) — село в Грузии, на территории Харагаульского муниципалитета края (мхаре) Имеретия.

## География
Село находится в западной части Грузии, на правом берегу реки Джинджуры (левый приток Чхеримелы), на расстоянии 7 километров к юго-востоку от посёлка городского типа Харагаули, административного центра муниципалитета. Абсолютная высота — 669 метров над уровнем моря.

## Население
По результатам официальной переписи населения 2014 года, в Схлити проживало 105 человек (55 мужчин и 50 женщин). В национальной структуре населения грузины составляли 100 %.
| Год  | Население, человек |
| ---- | ------------------ |
| 2002 | 176                |
| 2014 | ↘ 105              |